# Montagnes dorées de l'Altaï
Pour les articles homonymes, voir Altaï (homonymie).
Les montagnes dorées de l'Altaï forment une région comprenant les réserves naturelles de l'Altaï et de Katoun ainsi que le lac Teletskoïe, le mont Béloukha et le plateau de l'Oukok en Russie. Inscrite sur la liste du patrimoine mondial de l'UNESCO depuis 1998, elle abrite l'un des meilleurs exemples de végétation d'altitude de la Sibérie : steppe, taïga, forêt mixte, végétation subalpine, végétation alpine… C'est également un refuge de certaines espèces de faune en danger d'extinction, dont l'once et l'argali de l'Altaï (Ovis ammon ammon). Le site couvre une vaste superficie de 16 175 km².
Ce nom est un pléonasme étant donné que l'étymologie d'Altaï signifie également monts d'or.

## Région, sites et paysages de l'Altaï

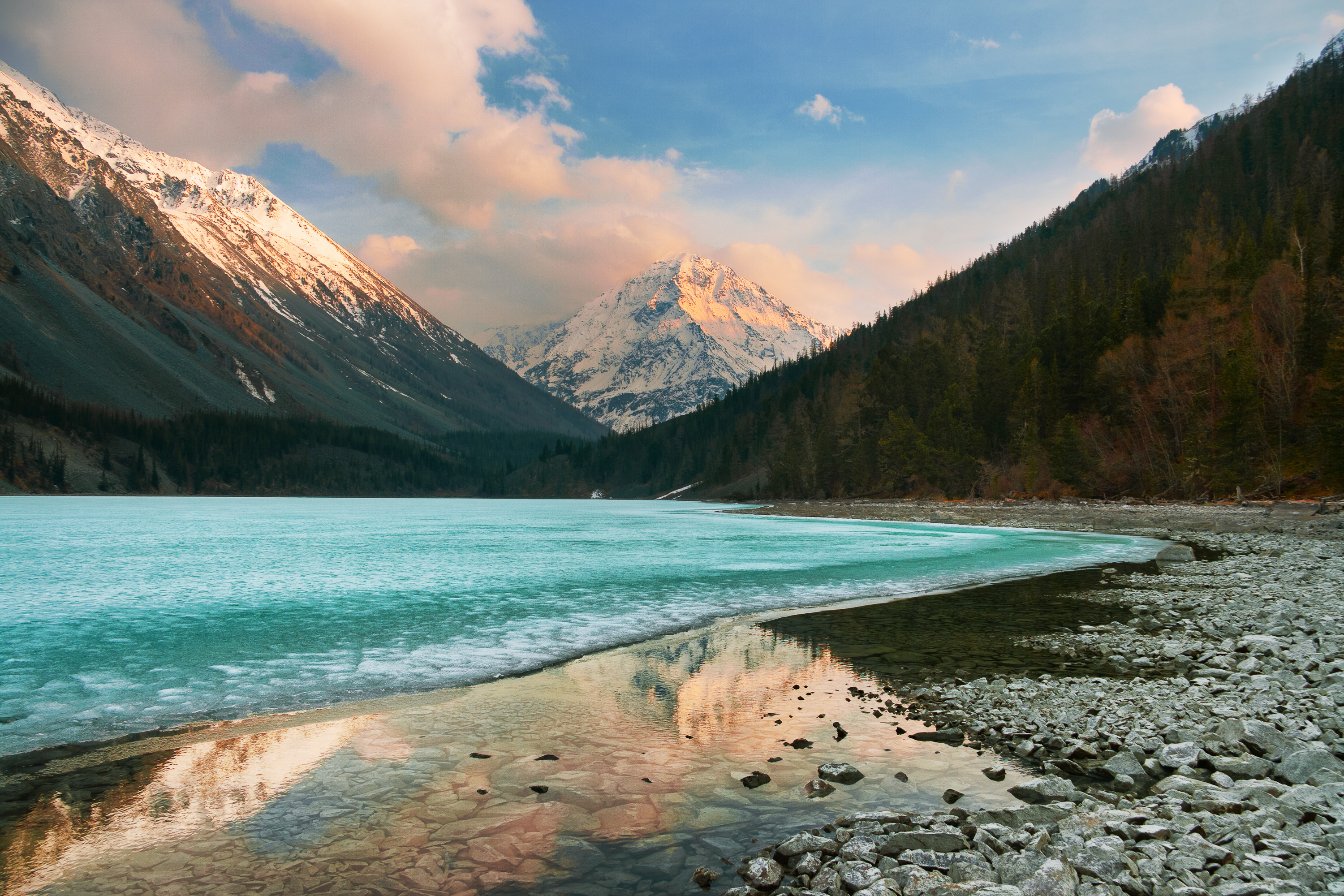
Le lac Koutcherla.

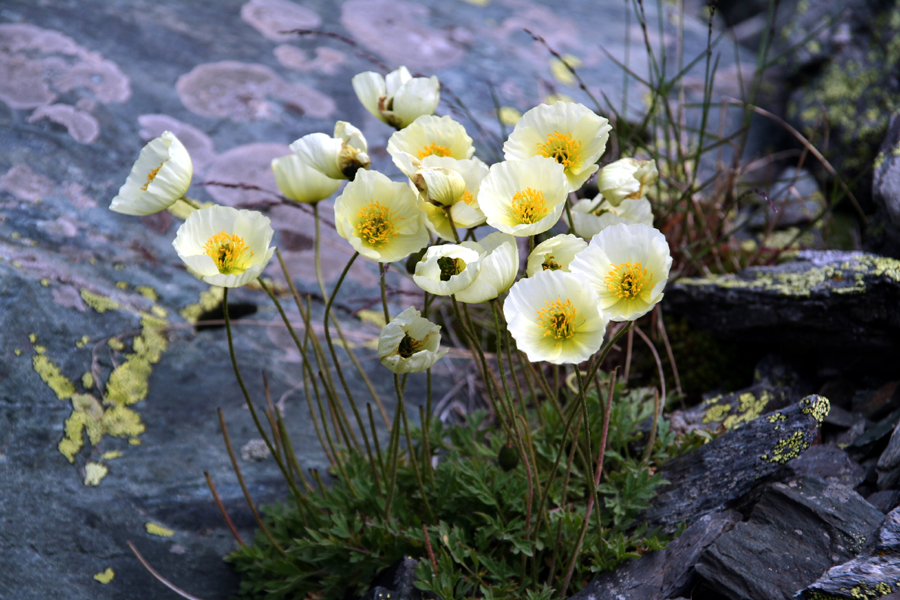
Exemple de flore de l'Altaï

La région de l'Altaï se compose de quatre sites et paysages principaux : le mont Belukha, le plateau Ukok, la rivière Katoun et la vallée de Karakol. Le mont Belukha est considéré comme un site sacré pour les bouddhistes et les burkhanistes. Leurs mythes entourant cette partie de la chaîne de montagnes ont donné foi à leur affirmation selon laquelle c'était l'emplacement de Shangri-la (Shambala). Cet endroit, ayant été escaladé pour la première fois au début des années 1900, accueille maintenant une myriade de grimpeurs chaque année. Le plateau d'Ukok est un ancien lieu de sépulture du premier peuple sibérien. De plus, un certain nombre de mythes sont liés à cette partie des Montagnes dorées. Par exemple, le plateau aurait été les champs élyséens. La rivière Katoun est également liée à des rites importants pour les Altaïens où ils utilisent (pendant les célébrations) les connaissances écologiques anciennes pour restaurer et entretenir la rivière.